# 岡崎真雄
岡崎 真雄（おかざき まさお、1935年10月31日 - ）は、日本の経営者。同和火災海上保険社長、あいおいニッセイ同和損害保険会長を務めた。父親は岡崎真一。

## 経歴
兵庫県神戸市出身。1958年に慶應義塾大学経済学部を経て、1960年にアメリカコネチカット州のトリニティ・カレッジを卒業し、同年6月に同和火災海上保険に取締役として入社。
1968年6月に常務、1980年1月に専務を経て、1985年7月には社長に就任。1998年4月に会長に就任し、2001年4月にニッセイ同和損害保険でも会長を務め、2006年4月には名誉会長に就任。
2011年6月に旭日中綬章を受章。